# Televisiesysteem
Een televisiesysteem beschrijft de parameters waaraan een televisie-uitzending moet voldoen. De parameters worden in verschillende stappen toegevoegd.
- Voor het analoge signaal dat door een zwartwitcamera wordt geproduceerd, zijn er vier verschillende normen: Europees, Amerikaans, Brits en Frans.
- Aan het signaal kan kleur worden toegevoegd. Er zijn drie kleursystemen: PAL, SECAM en NTSC.
- Het signaal kan worden uitgezonden en hiervoor bestaat een aantal normen die met een letter worden aangeduid. In deze letter is het kleursysteem niet verwerkt.

## Videonormen
Een analoog videosignaal, dat onder andere geproduceerd wordt door een videocamera, wordt ook wel CVBS of KBOS genoemd. Het is namelijk een samenstelling van Kleur (Colour), Beeld (Vision), Onderdrukking (Blanking) en Synchronisatie.
Vanouds zijn er voor zwart-wittelevisie vier normen in gebruik, die verschillen in het aantal lijnen en de rasterfrequentie. Het zal opvallen dat de rasterfrequentie steeds het dubbele is van de beeldfrequentie. Dit houdt verband met de interliniëring (zie verderop), die steeds met een factor 2 geschiedt.
| Systeem         | Aantal lijnen | Factoren van het aantal lijnen (zie verderop) | Rasters per seconde | Beelden per seconde | Opmerking                                                                          |
| --------------- | ------------- | --------------------------------------------- | ------------------- | ------------------- | ---------------------------------------------------------------------------------- |
| Europees        | 625           | 5 × 5 × 5 × 5                                 | 50                  | 25                  |                                                                                    |
| Amerikaans NTSC | 525           | 3 × 5 × 5 × 7                                 | 59,94               | 29,97               | Het aantal rasters was 60, maar dat werd iets verminderd toen kleur werd ingevoerd |
| Brits           | 405           | 3 × 3 × 3 × 3 × 5                             | 50                  | 25                  | Verouderd                                                                          |
| Frans           | 819           | 3 × 3 × 7 × 13                                | 50                  | 25                  | Verouderd                                                                          |

Het Amerikaanse systeem is gedefinieerd door de National Television Standards Committee en wordt daarom ook wel NTSC genoemd.
Om kleur aan het videosignaal toe te voegen, worden er drie verschillende systemen gebruikt, te weten PAL, NTSC en SECAM.
Dit geeft enige verwarring: de NTSC heeft een zwart-witsysteem en een kleursysteem gedefinieerd, die beide NTSC worden genoemd.
Het Amerikaanse zwart-witsysteem wordt meestal gecombineerd met kleursysteem NTSC, het Europese met PAL of SECAM.
Er wordt daarom vaak gezegd dat NTSC 525 en PAL 625 lijnen heeft, maar dat is slechts ten dele juist. 
Er is geen verband tussen het gebruikte kleursysteem en het aantal lijnen. 
Het oorspronkelijke zwart-witsysteem van de NTSC heeft 525 lijnen. 
Het kleursysteem van de NTSC heeft geen gedefinieerd aantal lijnen en de kleursystemen PAL en SECAM evenmin. 
Voor zwart-wittelevisie wordt er geen kleursysteem gebruikt. Bij een zwart-wituitzending is er dus geen sprake van PAL of SECAM, maar wel van een aantal lijnen.

### Interliniëring
Interliniëring is ooit uitgevonden om de flikkering in het beeld bij (bijvoorbeeld) 25 volle beelden per seconde, zoals dat in eerste instantie werd gebruikt, te verminderen. Kijkers klaagden vaak over hoofdpijn.
In de tegenwoordige tijd, waar bandbreedte een grote rol speelt, in tegenstelling tot de begintijd van tv waarin dit niet of nauwelijks aan de orde was, wordt interliniëren nu met name toegepast om bandbreedte te besparen en toch veel lijnen en beelden (beelddelen/frames) per seconde te kunnen verkrijgen.
Voor de beste kwaliteit is het gewenst een beeld te hebben met veel lijnen en veel frames per seconde. Om de bandbreedte toch beperkt te houden wordt er gebruikgemaakt van interliniëring: eerst worden de even lijnen beschreven en daarna de oneven lijnen. Er zijn daardoor (bij het Europese systeem) 25 beelden per seconde van 576 lijnen of 50 rasters (fields) van  288 lijnen. Het systeem wordt wel aangeduid als 576i met de i van interlaced, vergelijk 1080i en 1080p.
Een lijn neemt een tijd in beslag van 1/25/625 seconde. Het verschil tussen 576 en 625 is voor wachttijd, codes en teletekst.
Om interliniëring mogelijk te maken, moet het beeld uit een oneven aantal lijnen bestaan. Het eerste raster eindigt daardoor halverwege een lijn, waardoor de lijnen van het volgende raster tussen de lijnen van het eerste raster worden geschreven.
Interliniëring met een hogere factor is niet haalbaar. Zou men een factor 3 kiezen, dan worden bijvoorbeeld in het eerste raster de lijnen 1, 4, 7 enzovoort, in het tweede raster 2, 5, 8 en in het derde raster de lijnen 3, 6 en 9 geschreven. Dat geeft op het scherm een hinderlijke indruk van een beeld dat langzaam naar beneden schuift. Het is dus niet verwonderlijk dat alle systemen een interliniëringsfactor 2 gebruiken.

### Factoren van het aantal lijnen
Het aantal lijnen per beeld moet niet alleen oneven zijn, maar het moet ook door eenvoudige getallen deelbaar zijn. Zie de tabel aan het begin van dit artikel.
De reden hiervan is deze. In de zender en de ontvanger bevinden zich elektronische delers om te voorspellen wanneer een raster voltooid is. In het Britse systeem (405 lijnen) zijn er vier delers die tot 3 kunnen tellen en een die tot 5 telt. Met de moderne elektronica maakt men probleemloos delers die tot een hoog priemgetal kunnen tellen, maar in de begintijd van de televisie was dat niet zo eenvoudig. Men koos dus een aantal lijnen dat een product was van eenvoudige priemgetallen (groter dan twee). Het Franse systeem, met een factor 13, is eigenlijk al nodeloos ingewikkeld.

## Uitzenden
Voor een draadloze uitzending wordt dit CVBS-signaal (met of zonder kleur) gecombineerd met het geluid en op een draaggolf gemoduleerd. Voor het videosignaal wordt amplitudemodulatie gebruikt, voor het geluid amplitude- of frequentiemodulatie.
De modulatie kan positief of negatief zijn. Bij positieve modulatie is het zendvermogen bij de zwarte partijen en de onderdrukking minimaal, en bij de witte partijen maximaal. Bij negatieve modulatie is het andersom.
Bij amplitudemodulatie ontstaan er twee zijbanden. Om de bandbreedte te beperken wordt een van de zijbanden (de onderste zijband, bij systeem A de bovenste, bij systeem E afwisselend) gedeeltelijk onderdrukt. Het is technisch niet doenlijk de zijband volledig te onderdrukken en daarom wordt de overbodige zijband niet volledig onderdrukt. Dit heet vestigial-sideband modulation.
Er bestaan vijftien modulatiesystemen. Ze worden aangeduid met een letter. Sommige parameters zijn van minder belang. Zo zal een televisietoestel dat systeem G kan ontvangen, geen problemen hebben met systeem H. Andersom kan een verminderde beeldkwaliteit opleveren.
De verschillende systemen staan in onderstaande tabel. Dit heeft nog niets te maken met kleurenuitzendingen.
| Systeem | Video       | Kanaal- breedte (MHz) | Beeld band- breedte (MHz) | Afstand tussen beeld en geluid (MHz) | Vestigial side band (MHz) | Beeld- modulatie | Geluids- modulatie | Commentaar                                |
| ------- | ----------- | --------------------- | ------------------------- | ------------------------------------ | ------------------------- | ---------------- | ------------------ | ----------------------------------------- |
| A       | Brits (405) | 05                    | 03                        | 0−3,5                                | −0,75                     | Pos              | AM                 | verouderd sinds 1985                      |
| B       | Euro (625)  | 07                    | 05                        | 005,5                                | 00,75                     | Neg              | FM                 |                                           |
| C       | Euro (625)  | 07                    | 05                        | 005,5                                | 00,75                     | Pos              | AM                 |                                           |
| D       | Euro (625)  | 08                    | 06                        | 006,5                                | 00,75                     | Neg              | FM                 |                                           |
| E       | Frans (819) | 14                    | 10                        | ±11,15                               | 02                        | Pos              | AM                 | verouderd sinds 1985                      |
| F       | Frans (819) | 07                    | 05                        | 005,5                                | 00,75                     | Pos              | AM                 | verouderd sinds 1985                      |
| G       | Euro (625)  | 08                    | 05                        | 005,5                                | 00,75                     | Neg              | FM                 | UHF-varianten van B                       |
| H       | Euro (625)  | 08                    | 05                        | 005,5                                | 01,25                     | Neg              | FM                 | UHF-varianten van B                       |
| I       | Euro (625)  | 08                    | 05,5                      | 006                                  | 01,25                     | Neg              | FM                 |                                           |
| J       | Amer (525)  | 06                    | 04,2                      | 004,5                                | 00,75                     | Neg              | FM                 | Japanse variant op M (ander zwartniveau). |
| K       | Euro (625)  | 08                    | 06                        | 006,5                                | 00,75                     | Neg              | FM                 | UHF-varianten van D                       |
| K'      | Euro (625)  | 08                    | 06                        | 006,5                                | 01,25                     | Neg              | FM                 | UHF-varianten van D                       |
| L       | Euro (625)  | 08                    | 06                        | 006,5                                | 01,25                     | Pos              | AM                 |                                           |
| M       | Amer (525)  | 06                    | 04,2                      | 004,5                                | 00,75                     | Neg              | FM                 |                                           |
| N       | Euro (625)  | 06                    | 04,2                      | 004,5                                | 00,75                     | Neg              | FM                 | 625-variant van M                         |

## Kleurcombinaties
De verschillende uitzendsystemen kunnen met verschillende kleursystemen gecombineerd worden, maar bepaalde combinaties zijn gebruikelijker dan andere. Het is bijvoorbeeld niet juist om te zeggen "PAL werkt met 625 lijnen". De waarheid is dat PAL meestal (maar niet altijd) gecombineerd wordt met een televisiesysteem dat 625 lijnen heeft. De bewering "NTSC werkt met 525 lijnen" is wél correct, maar dan spreekt men over het zwartwitsysteem NTSC.
In onderstaande tabel is het aantal lijnen ten overvloede toegevoegd.

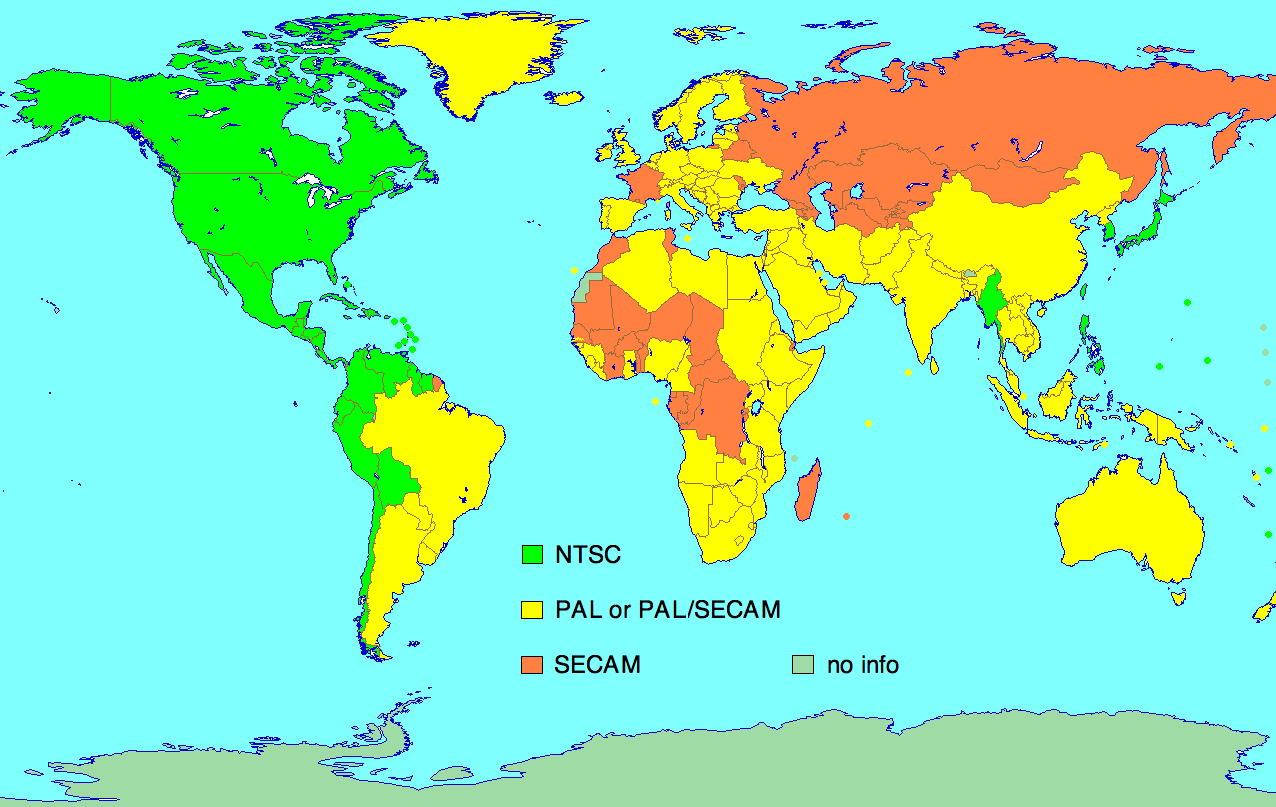
Het gebruik van PAL, SECAM en NTSC

|          | aantal lijnen | geen kleur                  | NTSC                                                | PAL                          | SECAM                                            |
| -------- | ------------- | --------------------------- | --------------------------------------------------- | ---------------------------- | ------------------------------------------------ |
| A        | 405           | Britse eilanden (verouderd) | overwogen op Britse eilanden                        |                              |                                                  |
| B, G, H  | 625           |                             | Jemen (verouderd, thans PAL)                        | Zeer algemeen                | Noord-Afrika, Midden-Oosten (PAL komt meer voor) |
| D, K     | 625           |                             |                                                     | China                        | Rusland, Oost-Europa                             |
| E        | 819           | Frankrijk (verouderd)       |                                                     |                              | overwogen in Frankrijk                           |
| I        | 625           |                             |                                                     | Britse eilanden, Zuid-Afrika |                                                  |
| J        | 525           |                             | Japan                                               |                              |                                                  |
| L        | 625           |                             |                                                     |                              | Frankrijk                                        |
| M (NTSC) | 525           |                             | Noord-Amerika, deel van Zuid-Amerika, Taiwan, Korea | Brazilië                     |                                                  |
| N        | 625           |                             | Bolivia (verouderd, thans M)                        | Argentinië                   |                                                  |

Algemeen: A-N     Kleur: NTSC · PAL · SECAM